# 主任がゆく!
『主任がゆく!』（しゅにんがゆく!）はたかの宗美の4コマ漫画作品。『みこすり半劇場』にて2000年1月13日号（実売前年末）より、『主任がゆく!スペシャル』（隔月刊→月刊）にてVol.1（2007年）からvol.194（2024年）まで連載された。「ぶんか商事企画部第一企画室」を舞台に、北見主任とその部下、上司などの会社内での出来事をコミカルに描いたOLコメディ作品。

## 登場人物
北見 しろみ（きたみ しろみ）
通称「北見主任」。女性。生年月日不明だが、南田より年上なのは確か。生まれた時に白ヘビが現れたため、しろみ（白巳）と命名される。ぶんか商事企画部第一企画室主任。いつも仕事をサボったり、居眠りをする、隠れてビールを飲む、人前で平気でおならをする、部下が仕事でミスして制裁を加えるなど破天荒かつ突拍子もない行動をしているが、仕事はかなりできる。だがその度を過ぎた言動ゆえに南田はじめ部下から叱られたり、また殴られることも多い。電車通勤時に痴漢に遭ったり、課長から胸や尻を触るといったセクハラを受け、そのたびに殴る蹴るなど制裁を加えるが、たまにやりすぎてしまうことがあり、南田が身元引受人としてくることがある。特に、反男女同権主義者と性犯罪者には容赦がない。英語とフランス語が堪能で、通訳を任されることもある。
実家は非常に辺鄙な地域に存在し、そこに住む父親は、猟師をしている。しろみも分校育ちで、社会人になるまで野球もしたことがなかった。母親はお茶目な性格で双子である。実家の近所に結婚した兄夫婦（子供2人）（兄の妻はしろみの高校の同級生で親友）が住んでいる。
南田（みなみだ）
2月28日生まれ。男性。年齢20代後半。北見より１つ後輩。北見主任の部下（自分でも「下僕」と認めている）。北見とは大学時代からの付き合いで、様々な意味で息が合っている。また北見主任の行動を一番理解している。恋愛には疎く、西内に好意を寄せられていることに気付いていない。
ネズミが大の苦手。
東（あずま）主任
8月8日生まれ。男性。年齢30代前半。ぶんか商事企画部第二企画室主任。北見とは同期入社である。部長と並ぶ反男女同権主義者で、北見が不在の日は、代理で第一企画室を仕切り、室内の当番制を無視して、女性社員に雑用をさせる。嫌味な性格だが、自分の発言には責任を持つタイプで、北見の陰謀で猫を飼う羽目になったこともある。一度、北見を相手に見合いさせられた。
北見とは衝突が絶えないものの、双方とも聡明であるため、珍しく利害が一致すると、常にない能力を発揮する。北見と同様に英語とフランス語が堪能。
西内 みか（にしうち みか）
7月6日生まれ。女性。年齢20代前半。南田に好意を寄せる若い女性社員。
南田の言動を見るにつけ、先輩・北見の影響が強いことを思い知り、心が揺れる。普段はおとなしく内気な性格だが、北見の影響もあり、大胆かつしたたかな一面も見せるようになっている。
中間（なかま）
西内の後輩。無気力で一般常識に乏しく、入社4ヶ月で辞める。
後に文具会社に転職し、営業でぶんか商事を訪れた際は真面目な性格になっている。
福原（ふくはら）
北見の殴られ役。左側に伸びる前髪が特徴。
部長
1月1日生まれ。男性。年齢50代後半。北見主任の上司。北見から影でハゲと呼ばれている。北見主任とはよく衝突し、彼女を結婚退社させようと、策を練ることもある。北見には毎日のように内線電話で茶を要求する。
社長
男性。北見主任との野球拳勝負が大好き。勝率は低く、事実上、社長宛に届いた贈答品を北見に貢いでいる。
宇佐（うさ）
ぶんか商事の取引先、O社の御曹司。課長。男性。親の七光りで役職に就いたものの、本人はなかなか有能。北見に不毛な思いを寄せている。親が勝手に決めた許嫁と政略結婚し、1児の父。
右近（うこん）
ぶんか商事監査役。女性。年齢40代前半。北見と東の元上司でバイセクシャルで既婚。夫は警察官。柔道5段で北見が唯一勝てない女性。
梅田（うめだ）
北見と同期の女性社員。北見のツッコミ役で仕事も有能。恋愛に命をかけている。
蓮見 翔二（はすみ しょうじ）
北見の彼氏。半蔵社の営業担当。北見とは部長の紹介で知り合う。北見の奇行を好意的に受け入れており、度々プロポーズを試みるが未だ成功したためしがない。
小林 りん（こばやし りん）
体と戸籍は男性、心は女性の社員。本物の女性を目指しており、北見の行動を一般的な女性の行動と勘違いする。

## 書誌情報

### 本編
2、3、4、6、8の各巻の巻末にはゲストによるお祝い漫画が載せられている。
- たかの宗美『主任がゆく!』、ぶんか社〈ぶんか社コミックス〉、全30巻
  1. 2002年6月10日発売[2]、ISBN 4-8211-9955-6
  2. 2003年1月22日発売[3]、ISBN 4-8211-9996-3
    - ゲスト：関根亮子、吉田美紀子

  3. 2004年3月15日発売[4]、ISBN 4-8211-8073-1
    - ゲスト：おおた綾乃、安武わたる

  4. 2004年10月25日発売[5]、ISBN 4-8211-8113-4
    - ゲスト：たかまつやよい、吉田美紀子、久保田順子

  5. 2005年5月23日発売[6]、ISBN 4-8211-8161-4
  6. 2006年3月20日発売[7]、ISBN 4-8211-8243-2
    - ゲスト：吾妻ひでお、ムラマツヒロキ、たかまつやよい、おおた綾乃

  7. 2006年6月26日発売[8]、ISBN 4-8211-8310-2
  8. 2006年11月27日発売[9]、ISBN 4-8211-8336-6
    - ゲスト：桜野なゆな

  9. 2007年4月12日発売[10]、ISBN 978-4-8211-8428-6
  10. 2008年2月25日発売[11]、ISBN 978-4-8211-8567-2
  11. 2008年10月25日発売[12]、ISBN 978-4-8211-8698-3
  12. 2009年6月20日発売[13]、ISBN 978-4-8211-8823-9
    - 愛猫に関するエッセイ4コマ『にゃーがゆく！』を併録

  13. 2010年2月20日発売[14]、ISBN 978-4-8211-8946-5
    - 後述のコラボレーション作品のうち、ぶんか社初出のものの一部（『白衣な彼女』とのコラボの一部、『有閑みわさん』とのコラボ）が、この巻に収められている。

  14. 2010年11月13日発売[15]、ISBN 978-4-8211-7083-8
    - 後述のコラボレーション作品のうち、ぶんか社初出のものの一部（『夏乃ごーいんぐ!』とのコラボ、『白衣な彼女』とのコラボの一部、『金髪社員白鳥ヒロシ』とのコラボの一部）が、この巻に収められている。

  15. 2011年5月14日発売[16]、ISBN 978-4-8211-7161-3
    - 後述のコラボレーション作品のうち、ぶんか社初出のものの一部（『有閑みわさん』、『ポチの群れ』、『金髪女将綾小路ヘレン』とのコラボ）、そして作者自身が本編に登場するエピソードが、この巻に収められている。

  16. 2012年5月14日発売[17]、ISBN 978-4-8211-7293-1
    - 後述のコラボレーション作品のうち、ぶんか社初出のものの一部（『派遣戦士 山田のり子』とのコラボの一部）が、この巻に収められている。

  17. 2012年10月13日発売[18][19]、ISBN 978-4-8211-7360-0
  18. 2013年8月12日発売[20]、ISBN 978-4-8211-7477-5
  19. 2014年4月14日発売[21]、ISBN 978-4-8211-7554-3
  20. 2015年2月14日発売[22]、ISBN 978-4-8211-7668-7
  21. 2015年12月14日発売[23]、ISBN 978-4-8211-7792-9
  22. 2016年6月14日発売[24]、ISBN 978-4-8211-7864-3
  23. 2017年10月13日発売[25]、ISBN 978-4-8211-3526-4
  24. 2019年1月12日発売[26]、ISBN 978-4-8211-3737-4
  25. 2020年11月13日発売[27]、ISBN 978-4-8211-2703-0
  26. 2021年12月14日発売[28]、ISBN 978-4-8211-2879-2
  27. 2022年9月12日発売[29]、ISBN 978-4-8211-5423-4
  28. 2023年5月12日発売[30]、ISBN 978-4-8211-5598-9
  29. 2024年2月13日発売[31]、ISBN 978-4-8211-5785-3
  30. 2024年11月25日発売[32]、ISBN 978-4-8211-5949-9

### セレクション
- ぶんか社〈ぶんか社コミックス〉、既刊2巻（2014年3月14日現在）
  1. 『主任がゆく！ よりぬき コラボセレクション』
2013年7月13日発売、ISBN 978-4-8211-7467-6
  2. 『主任がゆく！ よりぬき 喝』
2014年3月14日発売、ISBN 978-4-8211-7498-0

## 雑誌
2007年から2024年まで『主任がゆく!スペシャル』が（『無敵恋愛S*girl』増刊号として偶数月25日→『みこすり半劇場』増刊号（2014年5月号を持って休刊）→『ほんとうに泣ける話』増刊号として毎月23日→2014年5月に『本当にあった笑える話Pinky』増刊号として『ほんわらグループ』に編入され毎月21日）発行された。発刊当初は『みこすり半劇場』の流れを汲みつつ一般向け・実話系を含む4コマ誌として創刊されたが、次第に一般向け作品を中心とするオフィス4コマ誌として発行されるようになり、実話系や艶笑系も一部含んでいるが比較的ソフトな描写に抑えることで『みこすり半劇場』との差別化が図られている。『無敵恋愛S*girl』増刊〜『みこすり半劇場』増刊（2009年まで）にかけては読者投稿体験談の募集を行っており、総力特集として読者投稿体験談に基づいた4コマが編成された。2014年6月までは別冊付録の巻末に開運アクセサリー通販広告漫画が掲載され、通販広告漫画の最終ページについているハガキまたは記載されている電話番号（フリーダイヤル）やURLアドレスを使って直接広告主へ申し込むことが出来た。

## 備考
版元が同じたかのの他作品『白衣な彼女』『金髪社員白鳥ヒロシ』『金髪女将綾小路ヘレン』などとの間では、しばしばキャラクターのカメオ出演やコラボレーション漫画の発表が行われる。
更に、版元の異なる作品についても、双葉社『まんがタウン』2007年12月号、2011年4月号および『主任がゆく!スペシャル』 Vol.5（『無敵恋愛S*girl』2007年12月1日増刊号）・Vol.37（『みこすり半劇場』2011年4月21日増刊号）誌上にて、『派遣戦士 山田のり子』とのコラボレーション作品が、竹書房『まんがくらぶ』2008年5月号および『主任がゆく!スペシャル』 Vol.8（『無敵恋愛S*girl』2008年6月1日増刊号）・Vol.25（『みこすり半劇場』2010年4月21日増刊号）誌上にて、『有閑みわさん』とのコラボレーション作品が、『まんがくらぶ』2010年4月号（『まんがライフセレクション』2011年3月増刊再録）にて『みわさん』『主任』『白衣』3作のコラボレーション作品が、『主任がゆく!スペシャル』 Vol.12（『無敵恋愛S*girl』2009年2月1日増刊号）誌上にて、『夏乃ごーいんぐ!』（芳文社『まんがタイムスペシャル』連載）とのコラボレーション作品が、また『まんがタイムスペシャル』2013年6月号および『主任がゆく!スペシャル』 Vol.62（『みこすり半劇場』2013年5月21日増刊号）誌上にて、『OLはとぽっぽ』とのコラボレーション作品が発表された。
2016年6月14日発売の『主任がゆく! 22巻』で、100冊目である。